# 英国低地山毛榉森林
根据世界自然基金会（WWF）和歐洲環境署（EEA）的定义，英国低地山毛榉森林（English Lowlands beech forests）是英国的一个陆地生態區域。它位於英格兰南部，面積45,600平方公里，西部至德文郡和南威爾斯，西北部至塞文河河谷，北部至東米德蘭，东北部至诺福克郡。世界自然基金会对该生态区的编码是PA0421。